# فدریکو مازارانی
فدریکو مازارانی (انگلیسی: Federico Mazzarani؛ زادهٔ ۱ ژوئیهٔ ۲۰۰۰) بازیکن فوتبال اهل ایتالیا است.